# Скиннер, Кэтрин
Кэ́трин Ски́ннер (англ. Catherine Skinner; 11 февраля 1990 года) — австралийский стрелок, выступающая в дисциплине трап. Олимпийская чемпионка 2016 года.

## Карьера
Заниматься спортивной стрельбой Кэтрин Скиннер начала в двенадцатилетнем возрасте, а в 2006 году впервые попала в состав юношеской сборной Австралии.
В 2010 году на мировом первенстве в Мюнхене стала вице-чемпионкой среди молодёжи. В 2011 году стала серебряным призёром Универсиады и бронзовым на домашнем чемпионате Океании.
В 2013 году Скиннер выиграла золото на Универсиаде в Казани, а также впервые попала на подиум этапа Кубка мира (в Никосии и в Эль-Айне она была второй). На чемпионате мира 2014 года стала бронзовым призёром уже в соревнованиях среди взрослых спортсменов.
На Олимпиаде в Рио-де-Жанейро австралийка лишь по результатам перестрелки пробилась в полуфинальный раунд. В полуфинале она показала лучший результат (1 промах из 15 выстрелов). В финальной дуэли против новозеландки Натали Руни Скиннер долгое время была в качестве догоняющей, но в решающей момент была точнее и выиграла со счётом 12-11.